# Andrew Tate
Emory Andrew Tate III (sinh ngày 1 tháng 12 năm 1986) là một cựu vận động viên kickboxing chuyên nghiệp và là nhân vật có ảnh hưởng trên mạng xã hội người Mỹ gốc Anh. Sau khi giải nghệ, Tate chuyển sang lĩnh vực marketing người có ảnh hưởng và vấp phải nhiều tranh cãi về những tuyên bố về vấn đề tình dục, nữ quyền và các cáo buộc. Tate là con trai của kỳ thủ cờ vua Emory Tate.